# Lion Man G
Lion-Maru G (ライオン丸Ｇ, Raionmaru Jī)ou simplesmente Lion Man G é uma série tokusatsu japonesa que foi ao ar de 1 de outubro de 2006 a 24 de novembro de 2006 no Japão, com duração de 13 episódios. É a terceira parte da trilogia Lion Man, na sequência Kaiketsu Lion-Maru e Fuun Lion Man.  O "G" é a abreviação de "Ghetto".

Este Lion Man é chamado "a Fera Transformada em Gigolô Guerreiro".

## História
A história se passa no ano de 2011, em Neo-Kabukicho, uma versão fictícia da área real da luz vermelha de Shinjuku, em Tóquio. A droga SkullEyes, permite que as pessoas se tornam super-humanos chamado Kabukimono.

## Personagens e elenco
- Shishimaru (Kazuki Namioka)[1]
- Tora Jonosuke (Yasuomi Ōta) [1]
- Saori (Emi Kobayashi)[1]
- Kosu K (Asami Oda)
- Kashinkoji (Taka Okubo)
- Junior (Kenichi Endo)
- Gosun[1] (Renji Ishibashi)
- Sombras - São os ninjas de Gosun.
- Makage - Mitsuru Karahashi
- Makoto Makage / Shishitora
- Master (Ippei Hikaru)
- Ozaki
- Animaru
- Ranmaru, Kyosuke e Akira
- Haruna e Haruka
- Swankees (1-2)
- Toppogi (3-5)
- Youji Tokoto (6-7)
- Yuri (Yumi Shimizu, 8-9)

## Canções
- Abertura - "Kaze yo Hikari yo" (風よ光よ?, "Oh Wind, Oh Light") by Akira Kushida (串田 アキラ, Kushida Akira?)

- Encerramentos

- - "Tori" (鳥?, "Bird") by angela (Episódios 1 & 2)
  - "Jinsei Yūgi" (人生遊戯?, "Game of Life") by angela (Episódios 3-12)
  - "Kaze yo Hikari yo" by Akira Kushida (Episódio 13)

## Episódios
- 1. 2011 Neo-Kabukicho! Formação Lion Man![1]
- 2. Avante Joe Tiger! O Samurai Secreto![1]
- 3. Incidente do falso Skull Eyes, problema de viciado![1]
- 4. Ninjas negros das sombras aparecem! Shihimaru Uragiri![1]
- 5. Joe Tiger VS Lion Man, confronto afiado!![1]
- 6. Saori responde ao amor! O amor embebeda o coração![1]
- 7. A ira de Lion Man! Joe descarregando![1]
- 8. A pantera aparece! Memória de Yokohama em minha cabeça![1]
- 9. O destino das pessoas escolhidas! Destruição Baby![1]
- 10. Ataque ao adorável Curry! Festival de peitos da Saori![1]
- 11. Descendente do monstro! Lion Tiger Shishitora![1]
- 12. A noite antes da batalha! Pessoal, todos estão loucos![1]
- 13. A explosiva cidade está cheia de vento! Eu amo você, adeus Lion Man e Joe Tiger![1]